# Hypoxis hygrometrica
Hypoxis hygrometrica är en enhjärtbladig växtart som beskrevs av Jacques-Julien Houtou de La Billardière. Hypoxis hygrometrica ingår i släktet Hypoxis och familjen Hypoxidaceae.

## Underarter
Arten delas in i följande underarter:
- H. h. hygrometrica
- H. h. splendida
- H. h. villosisepala